# Nesophontes submicrus
A Nesophontes submicrus az emlősök (Mammalia) osztályának Eulipotyphla rendjébe, ezen belül a kihalt karibicickány-félék (Nesophontidae) családjába tartozó faj.

## Rendszertani eltérések
Egyes rendszerezők szerint a Nesophontes submicrus a Nesophontes micrus szinonimája. Ugyanezen kutatók szerint a Nesophontes longirostris és a Nesophontes superstes, melyek szintén kubai elterjedésűek voltak, azonosak ezekkel a taxonokkal, tehát véleményük szerint ezek is szinonimák.

## Előfordulása
Ez az állat kizárólag azon a szigeten élt, ahol manapság Kuba fekszik. Maradványait eme szigetország nyugati felén, ezen belül Havanna főváros közelében találták meg.
Még nem tudjuk pontosan, hogy mikor is halt ki, tehát azt sem tudjuk, hogy a pusztulását európaiak okozták-e vagy sem.

## Életmódja
A Nesophontes submicrus valószínűleg, mind a többi karibicickány-féle éjszaka, az avarban mozgott és rovarokkal, valamint egyéb gerinctelenekkel táplálkozott.